# Сюмсинський район
Сюмси́нський район (рос. Сюмсинский район, удм. Сюмси ёрос) — муніципальний округ у складі Удмуртської Республіки Російської Федерації
Адміністративний центр — село Сюмсі.

## Географія
Округ на 70 % вкритий лісами. Рельєф рівнинний, слабко хвилястий, сформований під дією різних факторів: льодовика (Баб'їнські гори), атмосферних та текучих вод, внутрішніх сил землі. Талі води відклали багато піску і вкрили ним більшу частину території округу.
В окрузі понад 114 річок та струмків, найбільша з яких Кільмезь, ліва притока В'ятки. Протяжність її по округу становить 65 км. На території округу розташований найбільший в Удмуртії заказник — Лумпунський бобровий заказник.

## Населення
Населення — 11951 особа (2019, 13401 у 2010, 16288 у 2002).

## Історія

Арська дорога (1779)

Перші сліди людини на території округу відносяться до кам'яної доби. Біля присілку Балми, на березі річки Кільмезь, археологічними дослідженнями було відкрито 5 древніх стоянок та селищ єманаєвської культури, 2 поселення та 1 стоянка біля села Мукі-Каксі, на березі річки Вала, 2 стоянки — біля присілку Пумсі. Всього в окрузі знайдено 14 стоянок та поселень. Це були укріплені дерев'яні поселення, які існували від епохи мезоліту до середньовіччя. Перші стоянки з'явились в басейні річки Вала в середині VII століття до н. е. і являли собою поселення з житлами-землянками. В XII–XIII столітті територію сучасного округу заселили удмурти племінного об'єднання калмез. Після падіння Казанського ханства 1552 року удмурти почали приєднуватись до Росії, територія округу увійшла до складу Казанського повіту. В 1710 році в Ландратському переписі вперше згадуються 15 населених пунктів, які знаходились на території сучасного округу — Чермак-Копки, Вожі-Шудья, Зон-Шудья, Верхній Юс, Муча-Какся, Володин-Какся, Вожектем-Какся, Болман, Боб'я, Сюмсі-Можга, Пунса, Юберьова, села без назв по річкам Ікче, а також Вішур-Какся та Калмез. В 1759 році була утворена Зонська парафія. В 1774 році на територію округу увійшли війська Пугачова. На карті 1779 року вказана територія Арської дороги, куди входило село Сюмсі.
1780 року з утворенням Вятського намісництва засновуються 13 повітів і територія округу увійшла до складу Малмизького повіту. В 1790 році в Сюмсі під час заслання побував російський письменник Олександр Радищев. 1796 року намісництво перетворене у губернію, Малмизький повіт був ліквідований, але потім відновлений 1816 року. 1797 року утворена Сюмсинська волость. В 1822 році в Мукі-Каксях збудована етапна в'язниця, в Сюмсі — напіветапна. В першій половині XIX століття територія округу заселяється росіянами старообрядцями. З'являються утворені ними поселення — Васькин (1805), Єльці (1807), Чердак (1808), Велика Інга (1813), Сюрек (1814), Козьмин (1815), Красний Яр (1817), Гуртлуд (1820), Вотський Верхній Юсь (1824), Орлово (1835), Філіпповці (1840), Сибаєвський починок (1840), Кейлуд (1842), Тарасово (1843), Тотоур (1844), Мала Інга (1845), Новий Кузлук (1846), Виселок (1847), Малиновський починок (1847). Трохи пізніше з'являються починки Берестов (1868), Мухачовський (1869), Карсовай (1869), Гризуни (1870), Бризгаловський (1872), Шулаковський (1878).
В 1826 році була створена Сюмсинська парафія, село Сюмсі-Можга перейменовується в Сюмсинське. У 1835–1839 роках в ньому будується кам'яна Срітенська церква на місці дерев'яної, переробленої в свою чергу з каплиці. В 1854 році відкривається парафія в селі Мукі-Каксі. В 1859 році був проведений перепис, згідно з яким на території сучасного округу знаходилось 63 населених пункти. 1861 року через Сюмсі прокладена телеграфна лінія, а в селі створена телеграфна станція. Того ж року в селі відкрито початкове народне училище. В 1868 році відкрито парафіяльне змішане однокласне училище. В 1873 році в Сюмсі відкривається лікарня на 5 місць.
8 (21) січня 1918 року пройшов перший з'їзд Рад В'ятської губернії, де була прийнята резолюція про передачу влади Радам депутатів. 18 лютого того ж року утворилася Сюминська рада селянських депутатів. Представником волосного виконкому був обраний Шмиков Іван Іванович. 25 червня 1929 року президія облвиконкому ухвалила рішення про залишення волості в складі Малмизького повіту. 15 липня того ж року був утворений Сюмсинський район, який перші роки називався йоросом (1934 року перейменований в район). Новоутворений район складався з 83 населених пунктів, який мав 4 тисячі селянських господарств, 7,3 тисячі працездатних, 31742 десятини угідь, з них 24588 ріллі. Була лікарня на 30 ліжок, 2 фельдшерських пункти, 3 лікаря, бібліотека на 40-50 читачів, 600 осіб виписували періодику. В роки Другої світової війни до армії було направлено 4,43 тисячі осіб, в тому числі 116 жінок, окрім того ще 673 особи були в армії до початку війни. Чисельність загиблих перевищує 2,6 тисяч осіб. Станом на 1990 рік район складався з 8 сільських та 1 селищної рад; 61 населений пункт з чисельністю населення приблизно 18 тисяч осіб, з яких в Сюмсі — 6429, в Кільмезі — 3780.
28 жовтня 2004 року починок Юберінський Сюмсинської сільради передано до складу Халдинської сільради сусіднього Селтинського району.
6 квітня 2021 року Сюмсинський район перетворено в муніципальний округ зі збереженням старої назви, при цьому були ліквідовані усі сільські поселення:
| Поселення                          | Площа, км² | Населення, осіб (2002) | Населення, осіб (2010) | Населення, осіб (2019) | Центр      | Населені пункти |
| ---------------------------------- | ---------- | ---------------------- | ---------------------- | ---------------------- | ---------- | --- |
| Васькинське сільське поселення     | 171,84     | 1340                   | 1113                   | 977                    | Васькино   | присілки Блаж-Юс, Васькино, Кузьмино, Марково, Удмуртські Вішорки, селище Піжил                                              |
| Гуринське сільське поселення       | 441,90     | 953                    | 580                    | 442                    | Гура       | село Гура, присілки Березовка, Візіл, Зятці, Ключевка, Леми, Нові Гайни, Старий Кузлук, Старі Гайни, Тилиглуд, Ходирі, Шмики |
| Гуртлудське сільське поселення     | 81,07      | 927                    | 664                    | 551                    | Гуртлуд    | село Лекшур, присілки Гуртлуд, Маркелово, Сюмсіїл, Туканово, Юбері                                                           |
| Дмитрошурське сільське поселення   | 91,75      | 972                    | 815                    | 732                    | Дмитрошур  | присілки Велика Інга, Великий Сардик, Гурклудчик, Дмитрошур, Ліві Гайни, Лялино, Мала Інга, Праві Гайни, Чажі                |
| Кільмезьке сільське поселення      | 216,13     | 3295                   | 2691                   | 2375                   | Кільмезь   | село Кільмезь, присілок Балма                                                                                                |
| Мукі-Каксинське сільське поселення | 148,33     | 905                    | 682                    | 565                    | Мукі-Каксі | село Мукі-Каксі, присілки Красний Яр, Полянка, Сюрек, селище Сюрек                                                           |
| Орловське сільське поселення       | 248,60     | 1325                   | 968                    | 768                    | Орловське  | села Зон, Орловське, присілки Бадзімлуд, Нерці, Орлово, Харламовська Пристань                                                |
| Сюмсинське сільське поселення      | 390,10     | 6470                   | 5888                   | 5541                   | Сюмсі      | село Сюмсі, присілки Акілово, Верх-Юс, Вилингурт, Виселок, Кейлуд, Малі Сюмсі, Пумсі, Руська Баб'я, Удмуртська Баб'я         |

## Населені пункти
До складу округу входять 56 сільських населених пунктів:
| Населений пункт                 | Населення, осіб (2002) | Населення, осіб (2010) |
| ------------------------------- | ---------------------- | ---------------------- |
| Акілово, присілок               | 214                    | 188                    |
| Бадзімлуд, присілок             | 23                     | 13                     |
| Балма, присілок                 | 154                    | 106                    |
| Березовка, присілок             | 25                     | 2                      |
| Блаж-Юс, присілок               | 211                    | 137                    |
| Васькино, присілок              | 394                    | 329                    |
| Велика Інга, присілок           | 11                     | 11                     |
| Великий Сардик, присілок        | 17                     | 1                      |
| Верх-Юс, присілок               | 119                    | 56                     |
| Вилингурт, присілок             | 93                     | 67                     |
| Виселок, присілок               | 70                     | 50                     |
| Візіл, присілок                 | 30                     | 13                     |
| Гура, село                      | 380                    | 310                    |
| Гурклудчик, присілок            | 45                     | 37                     |
| Гуртлуд, присілок               | 302                    | 261                    |
| Дмитрошур, присілок             | 178                    | 246                    |
| Дмитрошур, селище               | 92                     | -                      |
| Зон, село                       | 262                    | 204                    |
| Зятці, присілок                 | 66                     | 28                     |
| Кейлуд, присілок                | 15                     | 21                     |
| Кільмезь, село                  | 3141                   | 2585                   |
| Ключовка, присілок              | 200                    | 129                    |
| Красний Яр, присілок            | 54                     | 8                      |
| Кузьмино, присілок              | 4                      | 2                      |
| Лекшур, село                    | 198                    | 110                    |
| Леми, присілок                  | 62                     | 25                     |
| Ліві Гайни, присілок            | 5                      | 4                      |
| Лялино, присілок                | 74                     | 68                     |
| Мала Інга, присілок             | 272                    | 225                    |
| Малі Сюмсі, присілок            | 81                     | 44                     |
| Маркелово, присілок             | 129                    | 93                     |
| Марково, присілок               | 1                      | 0                      |
| Мукі-Каксі, село                | 347                    | 259                    |
| Нерці, присілок                 | 7                      | 6                      |
| Нові Гайни, присілок            | 49                     | 23                     |
| Орлово, присілок                | 22                     | 1                      |
| Орловське, село                 | 886                    | 736                    |
| Піжил, селище                   | 692                    | 625                    |
| Полянка, присілок               | 4                      | 0                      |
| Праві Гайни, присілок           | 205                    | 147                    |
| Пумсі, присілок                 | 35                     | 54                     |
| Пумсі, селище                   | 90                     | -                      |
| Руська Баб'я, присілок          | 68                     | 67                     |
| Старий Кузлук, присілок         | 19                     | 6                      |
| Старі Гайни, присілок           | 42                     | 15                     |
| Сюмсі, село                     | 5645                   | 5316                   |
| Сюмсіїл, присілок               | 71                     | 43                     |
| Сюрек, селище                   | 493                    | 413                    |
| Сюрек, присілок                 | 7                      | 2                      |
| Тилиглуд, присілок              | 38                     | 21                     |
| Туканово, присілок              | 64                     | 39                     |
| Удмуртська Баб'я, присілок      | 31                     | 31                     |
| Удмуртські Вішорки, присілок    | 38                     | 20                     |
| Урозай, присілок                | 5                      | -                      |
| Харламовська Пристань, присілок | 125                    | 8                      |
| Ходирі, присілок                | 9                      | 5                      |
| Чажі, присілок                  | 73                     | 76                     |
| Шмики, присілок                 | 33                     | 0                      |
| Юбері, присілок                 | 158                    | 118                    |

## Персоналії

### Почесні громадяни[13]
- Брагін Федір Федосійович (*1925, присілок Гуртлуд — †18 лютого 2000, село Сюмсі) — з часу заснування селища Харламовська Пристань працював на Зонському лісопункті Сюрецького ліспромгоспу шофером на вивезенні лісу. Першим на ліспромгоспі виступив з ініціативою про проведення змагань за дочасне виконання планів п'ятирічки 1966–1970. За великі трудові заслуги йому присвоєно звання Герой Соціалістичної Праці, нагороджений двома орденами «Знак пошани», медаллю «За доблесну працю» та багатьма почесними грамотами. Обирався депутатом Сюмсинської райради, був членом обласної Ради профспілок, делегатом з'їзду профспілок.
- Ільїних Євдокія Михайлівна (*28 квітня 1938, присілок Кожиль) — 1946 року родина переїжджає до присілка Туканово. Закінчила Сюмсинську школу, заочно навчалась в Можгинському педагогічному училищі. Працювала в колгоспі «Зоря» телятницею, свинаркою, потім головою Гуртлудської сільради (1975–1979). З 1980 року працювала в Маркеловській школі вчителем початкових класів. 25 років керувала фольклорним ансамблем «Кенак'єс», була керівником громадської організації «Єрос Кенеш», з 1999 року — голова первинної ветеранської організації присілка Гуртлуд. Нагороджена почесними грамотами, листами-подяками обкому профспілок, Міністерства національної політики Удмуртії, адміністрацією району, районним відділом освіти. Занесена до «Книги пошани» Всеудмуртської асоціації «Удмурт Кенеш» (2005). 2004 року за велику громадську роботу серед населення району та пропаганду удмуртської мови їй присвоєно звання Почесного громадянина Сюмсинського району.
- Коваленко Володимир Федорович (12 вересня 1937, село Ксаверівка) — українець, працював на будівництві Казахстанської магнітки імені 40-річчя ВЛКСМ. 1962 року переїхав до Сюмсинського району. 5 років працював секретарем комітету ВЛКСМ Сюрецького ліспромгоспу, обирався першим секретарем Сюмсинського райкому ВЛКСМ (1966–1971), працював інструктором райкому КПРС (1971-1973), потім головою колгоспу «Борець». З 1976 року — замісник голови виконкому Сюмсинської райради, був головою комітету народного контролю (1975–1986), першим секретарем райкому КПРС (1986-1991), виконавчим директором асоціації селянських господарств (1991-1993), директором РТП, головою комітету по земельним ресурсам та землеустрою (1993-1998), головою Ради ветеранів району (2000–2010). З 2011 року мешкає в Іжевську.
- Рябов Іван Максимович (*8 вересня 1944, присілок Ліві Гайни) — закінчив Кузлукську початкову та Чажинську середню школи. Працював мотористом на рухомій кіноустановці (1960). Закінчив Куйбишевську школу кіномеханіків, Загорський технікум. Працював в кіномережі 13 років, з яких 7 років директором, вів передачі на районному радіо, працював завідувачем відділом сільського господарства редакції газети «Знамя». Закінчив Свердловську вищу партійну школу (1981–1989), працював у виконкомі Сюмсинської райради, райкомі КПРС. 1990 року повернувся в журналістику як головний редактор газети «Знамя», де працював до 2008 року. Відомий в районі краєзнавець, автор книг «Сюмси. Век за веком, за годом год», «Сюмси. История строки газетной», «Сюмси. Школьные годы чудесные», «Сюмси. Это было недавно, это было давно», «Сюмси. Эпизоды истории», «Сюмси. На стыке прошлых веков». Нагороджений медаллю «За доблесну працю», пам'ятною медаллю «Патріот Росії», почесним знаком «За заслуги перед журналістською громадою», почесними грамотами та дипломами комітету кінематографії РРФСР, Ради Міністрів Удмуртії, Міністерства друку та інформації Удмуртії, спілки журналістів Удмуртії, обкому профспілки працівників культури Удмуртської АРСР, Центрального виборчкому тощо. Має почесну грамоту Удмуртії. Член спілки журналістів Росії, заслужений працівник культури Удмуртії. 2002 року присвоєно звання Почесного громадянина Сюмсинського району за значний внесок у вивчення історії рідного краю, написання книги «Сюмси. Век за веком, за годом год».
- Соковікова Маргарита Петрівна (*8 березня 1944, присілок Зілай) — закінчила Поломську школу, медичний інститут. Працювала в Сюмсинській центральній лікарні: 1967–1970 — лікар акушер-гінеколог, 1970-1991 — лікар терапевт, 1991-2006 — завідувачка поліклініки, 2006-2011 — дільничний лікар терапевт. Загальний медичний стаж роботи — 41 рік. Нагороджена листами-подяками, пам'ятними подарунками, почесними грамотами району, Міністерства охорони здоров'я Удмуртії, почесною грамотою Уряду Удмуртії (2004), медалями «За трудову відміну», «За милосердя», «Ветеран праці». Присвоєно звання «Відмінник охорони здоров'я» (1988), «Заслужений працівник Удмуртської АРСР» (1989). 21 травня 2009 присвоєно звання Почесного громадянина Сюмсинського району за значний внесок в розвиток охорони здоров'я та активну участь в громадсько-політичному житті.
- Соловйов Антон Леонтійович (*?, присілок Дмитрошур — †1980-ті, село Сюмсі) — працював шофером, в середині 1930 року став механіком новоствореної машино-тракторної станції. Для цього закінчив навчання у Москві. Брав участь у Другій світовій війні, після став головним механіком на МТС, де працював до пенсії.
- Фоміних Клавдія Євстигнеєва (Іванівна) (*26 березня 1922, присілок Тарасово — †17 листопада 2008, село Сюмсі) — закінчила Лекшурську школу, Новомултанський педагогічний технікум. Працювала вчителем початкових класів в присілках Тарасово та Юбері, була секретарем комсомольської організації. В перші роки війни працювала бухгалтером, потім пішла на фронт. При цьому закінчила Рязанське піхотне училище імені Ворошилова. Служила в Серпуховській роті зв'язку, після поранення — в Кунцево телефоністкою штабу дивізії. Нагороджена орденом Вітчизняної війни ІІ ступеня, знаком «Відмінник зв'язку», медаллю «За перемогу над Німеччиною», ювілейними медалями. Після війни працювала другим секретарем райкому ВЛКСМ, вожатою Сюмсинської школи, завідувачкою методкабінетом. На пенсії працювала методистом Будинку піонерів. Має звання «Відмінник просвіти Удмуртської АРСР». Підготувала матеріали для книги пам'яті по Сюмсинському району. 1999 року за роботу над книгою пам'яті та за внесок у виховання зростаючого покоління, велику пошукову роботу з історії рідного краю їй присвоєно звання Почесного громадянина Сюмсинського району.